# Adolfo Roque Esteban Arana
Adolfo Roque Esteban Arana (* 3. September 1916 in Buenos Aires; † 8. Januar 2003) war Bischof von Río Cuarto. 

## Leben
Adolfo Roque Esteban Arana empfing am 23. September 1944 die Priesterweihe. Paul VI. ernannte ihn am 23. Februar 1973 zum Bischof von Santa Rosa und er wurde am 7. April desselben Jahres ins Amt eingeführt.
Der Erzbischof von Buenos Aires und Ordinarius für die byzantinischen Gläubigen in Argentinien, Antonio Kardinal Caggiano, weihte ihn am 1. April desselben Jahres zum Bischof; Mitkonsekratoren waren Juan Carlos Aramburu, Koadjutorerzbischof von Buenos Aires, und Manuel Menéndez, Bischof von San Martín.
Der Papst ernannte ihn am 6. August 1984 zum Bischof von Río Cuarto und er wurde am 26. August desselben Jahres ins Amt eingeführt. Am 4. Mai 2002 nahm Johannes Paul II. seinen altersbedingten Rücktritt an.